# Basshunter/Diskografie
Diese Diskografie ist eine Übersicht über die musikalischen Werke des schwedischen Sängers, Musikproduzenten und DJs Basshunter. Seine erfolgreichsten Veröffentlichungen sind die Singles Boten Anna und Now You’re Gone sowie das Album Now You’re Gone – The Album mit mehreren Nummer-eins-Erfolgen und zahlreichen Schallplattenauszeichnungen.

## Alben

### Studioalben
| Jahr | Titel                       | Höchstplatzierung, Gesamtwochen, AuszeichnungChartplatzierungen (Jahr, Titel, Platzierungen, Wochen, Auszeichnungen, Anmerkungen) | Höchstplatzierung, Gesamtwochen, AuszeichnungChartplatzierungen (Jahr, Titel, Platzierungen, Wochen, Auszeichnungen, Anmerkungen) | Höchstplatzierung, Gesamtwochen, AuszeichnungChartplatzierungen (Jahr, Titel, Platzierungen, Wochen, Auszeichnungen, Anmerkungen) | Höchstplatzierung, Gesamtwochen, AuszeichnungChartplatzierungen (Jahr, Titel, Platzierungen, Wochen, Auszeichnungen, Anmerkungen) | Höchstplatzierung, Gesamtwochen, AuszeichnungChartplatzierungen (Jahr, Titel, Platzierungen, Wochen, Auszeichnungen, Anmerkungen) | Anmerkungen                              |
| Jahr | Titel                       | DE | AT | CH | UK | SE | Anmerkungen                              |
| ---- | --------------------------- | --- | --- | --- | --- | --- | ---------------------------------------- |
| 2004 | The Bassmachine             | — | — | — | — | — | Erstveröffentlichung: 25. August 2004    |
| 2006 | LOL <(^^,)>                 | — | AT12 (16 Wo.)AT | — | — | SE5 (8 Wo.)SE | Erstveröffentlichung: 30. August 2006    |
| 2008 | Now You’re Gone – The Album | — | AT17 (7 Wo.)AT | CH32 (4 Wo.)CH | UK1 Platin · (37 Wo.)UK | SE38 (1 Wo.)SE | Erstveröffentlichung: 14. Juli 2008      |
| 2009 | Bass Generation             | — | — | CH73 (1 Wo.)CH | UK16 Gold · (8 Wo.)UK | — | Erstveröffentlichung: 25. September 2009 |
| 2013 | Calling Time                | — | — | — | — | — | Erstveröffentlichung: 13. Mai 2013       |

### Kompilationen
| Jahr | Titel                      | Anmerkungen                                      |
| ---- | -------------------------- | ------------------------------------------------ |
| 2006 | The Old Shit               | Erstveröffentlichung: 2006                       |
| 2012 | The Early Bedroom Sessions | Erstveröffentlichung: 3. Dezember 2012 Doppel-CD |

## Singles
| Jahr | Titel Album                                                   | Höchstplatzierung, Gesamtwochen, AuszeichnungChartplatzierungen (Jahr, Titel, Album, Platzierungen, Wochen, Auszeichnungen, Anmerkungen) | Höchstplatzierung, Gesamtwochen, AuszeichnungChartplatzierungen (Jahr, Titel, Album, Platzierungen, Wochen, Auszeichnungen, Anmerkungen) | Höchstplatzierung, Gesamtwochen, AuszeichnungChartplatzierungen (Jahr, Titel, Album, Platzierungen, Wochen, Auszeichnungen, Anmerkungen) | Höchstplatzierung, Gesamtwochen, AuszeichnungChartplatzierungen (Jahr, Titel, Album, Platzierungen, Wochen, Auszeichnungen, Anmerkungen) | Höchstplatzierung, Gesamtwochen, AuszeichnungChartplatzierungen (Jahr, Titel, Album, Platzierungen, Wochen, Auszeichnungen, Anmerkungen) | Anmerkungen                                                                     |
| Jahr | Titel Album                                                   | DE | AT | CH | UK | SE | Anmerkungen                                                                     |
| --- | ------------------------------------------------------------- | --- | --- | --- | --- | --- | ------------------------------------------------------------------------------- |
| 2004 | The Big Show The Bassmachine                                  | — | — | — | — | — | Erstveröffentlichung: 7. Oktober 2004                                           |
| 2006 | Welcome to Rainbow –                                          | — | — | — | — | — | Erstveröffentlichung: 1. April 2006                                             |
| 2006 | Boten Anna LOL <(^^,)>                                        | DE9 (25 Wo.)DE | AT2 Gold · (39 Wo.)AT | CH45 (15 Wo.)CH | — | SE1 Platin · (35 Wo.)SE | Erstveröffentlichung: 9. Mai 2006                                               |
| 2006 | Vi sitter i Ventrilo och spelar DotA LOL <(^^,)>              | DE33 (9 Wo.)DE | AT18 (18 Wo.)AT | — | — | SE6 (20 Wo.)SE | Erstveröffentlichung: 3. Oktober 2006 in vielen Ländern als DotA veröffentlicht |
| 2006 | Jingle Bells LOL <(^^,)>                                      | — | — | — | UK35 (4 Wo.)UK | SE13 (4 Wo.)SE | Erstveröffentlichung: 13. November 2006 in UK erst 2008 platziert               |
| 2006 | Vifta med händerna LOL <(^^,)>                                | — | — | — | — | SE25 (10 Wo.)SE | Erstveröffentlichung: 13. Dezember 2006 vs. Patrik & Lillen                     |
| 2007 | Now You’re Gone Now You’re Gone – The Album                   | DE18 (11 Wo.)DE | AT14 (23 Wo.)AT | CH29 (24 Wo.)CH | UK1 Platin · (40 Wo.)UK | SE2 (21 Wo.)SE | Erstveröffentlichung: 31. Dezember 2007 feat. DJ Mental Theo’s Bazzheadz        |
| 2008 | Please Don’t Go Now You’re Gone – The Album                   | — | — | — | — | SE6 (7 Wo.)SE | Erstveröffentlichung: 9. Mai 2008                                               |
| 2008 | All I Ever Wanted Now You’re Gone – The Album                 | DE35 (9 Wo.)DE | AT15 (12 Wo.)AT | CH37 (11 Wo.)CH | UK2 Platin · (18 Wo.)UK | SE58 (1 Wo.)SE | Erstveröffentlichung: 25. Juli 2008                                             |
| 2008 | Angel in the Night Now You’re Gone – The Album                | — | — | — | UK14 Silber · (17 Wo.)UK | SE50 (1 Wo.)SE | Erstveröffentlichung: 29. September 2008                                        |
| 2008 | Russia Privjet (Hardlanger Remix) Now You’re Gone – The Album | — | — | — | — | — | Erstveröffentlichung: 13. Oktober 2008                                          |
| 2008 | I Miss You Now You’re Gone – The Album                        | DE70 (4 Wo.)DE | — | — | UK32 (7 Wo.)UK | SE45 (4 Wo.)SE | Erstveröffentlichung: 15. Dezember 2008                                         |
| 2009 | Walk on Water Now You’re Gone – The Album                     | — | — | — | UK76 (2 Wo.)UK | — | Erstveröffentlichung: 5. April 2009                                             |
| 2009 | Al final –                                                    | — | — | — | — | — | Erstveröffentlichung: 5. Mai 2009 feat. Dani Mata                               |
| 2009 | Every Morning Bass Generation                                 | DE76 (3 Wo.)DE | — | — | UK17 (4 Wo.)UK | SE13 (8 Wo.)SE | Erstveröffentlichung: 21. September 2009                                        |
| 2009 | I Promised Myself Bass Generation                             | — | — | — | UK94 (1 Wo.)UK | — | Erstveröffentlichung: 30. November 2009                                         |
| 2010 | Saturday Calling Time                                         | — | — | — | UK21 (4 Wo.)UK | — | Erstveröffentlichung: 18. Juli 2010                                             |
| 2011 | Fest i hela huset Calling Time                                | — | — | — | — | SE5 (18 Wo.)SE | Erstveröffentlichung: 20. April 2011 vs. Big Brother                            |
| 2012 | Northern Light Calling Time                                   | — | — | — | — | — | Erstveröffentlichung: 6. August 2012                                            |
| 2012 | Dream on the Dancefloor Calling Time                          | — | — | — | — | — | Erstveröffentlichung: 18. November 2012                                         |
| 2013 | Crash & Burn Calling Time                                     | — | — | — | — | — | Erstveröffentlichung: 20. Juni 2013                                             |
| 2013 | Calling Time                                                  | — | — | — | — | — | Erstveröffentlichung: 27. September 2013                                        |
| 2013 | Elinor –                                                      | — | — | — | — | — | Erstveröffentlichung: 20. November 2013                                         |
| 2018 | Masterpiece –                                                 | — | — | — | — | — | Erstveröffentlichung: 19. Oktober 2018                                          |
| 2019 | Home –                                                        | — | — | — | — | — | Erstveröffentlichung: 27. September 2019                                        |
| 2020 | Angels Ain’t Listening –                                      | — | — | — | — | — | Erstveröffentlichung: 29. Mai 2020                                              |
| 2021 | Life Speaks to Me –                                           | — | — | — | — | — | Erstveröffentlichung: 19. November 2021                                         |
| 2022 | End the Lies –                                                | — | — | — | — | — | Erstveröffentlichung: 2. September 2022 & Alien Cut                             |
| 2023 | Ingen kan slå (Boten Anna) –                                  | — | — | — | — | SE4 (13 Wo.)SE | Erstveröffentlichung: 23. Juni 2023 Victor Leksell                              |
| Folgende Lieder erschienen nicht als Single, wurden aber durch das Album zum Download und Streaming bereitgestellt und konnten somit eine Platzierung erlangen: |                                                               | | | | | |                                                                                 |
| |                                                               | | | | | |                                                                                 |
| 2006 | Hallå där LOL <(^^,)>                                         | — | — | — | — | SE51 (3 Wo.)SE |                                                                                 |

## Musikvideos
| Jahr | Titel                                | Regie                             |
| ---- | ------------------------------------ | --------------------------------- |
| 2006 | Boten Anna                           | Carl-Johan Westregård, Kim Parrot |
| 2006 | Vi sitter i Ventrilo och spelar DotA | Carl-Johan Westregård, Kim Parrot |
| 2006 | Vifta med händerna                   | —                                 |
| 2007 | DotA                                 | —                                 |
| 2007 | Now You’re Gone                      | Alex Herron                       |
| 2008 | All I Ever Wanted                    | Alex Herron                       |
| 2008 | Angel in the Night                   | Alex Herron                       |
| 2008 | I Miss You                           | Alex Herron                       |
| 2009 | Walk on Water                        | —                                 |
| 2009 | Every Morning                        | Alex Herron                       |
| 2009 | I Promised Myself                    | Alex Herron                       |
| 2009 | Jingle Bells                         | Alex Herron                       |
| 2010 | Saturday                             | Alex Herron                       |
| 2012 | Northern Light                       | Alex Herron                       |
| 2012 | Dream on the Dancefloor              | Gareth Evans                      |
| 2013 | Crash & Burn                         | Farzad Bayat                      |
| 2013 | Calling Time                         | Gareth Evans                      |

## Autorenbeteiligungen
| Jahr | Titel                     | Interpretation |
| ---- | ------------------------- | -------------- |
| 2015 | Mange kommer hem till dig | Mange Makers   |
| 2020 | Shut Up Chicken           | El Capon       |
| 2020 | Charlie                   | Lana Scolaro   |

## Promoveröffentlichungen
| Jahr | Titel Album                                         | Anmerkungen                              |
| ---- | --------------------------------------------------- | ---------------------------------------- |
| 2004 | Syndrome de Abstenencia The Bassmachine             | Erstveröffentlichung: 21. September 2004 |
| 2005 | Wacco Will Kick Your Ass The Early Bedroom Sessions | Erstveröffentlichung: 25. März 2005      |
| 2007 | I Can Walk on Water I Can Fly –                     | Erstveröffentlichung: 17. April 2007     |
| 2007 | Russia Privjet LOL <(^^,)>                          | Erstveröffentlichung: 2007               |
| 2008 | Megamix –                                           | Erstveröffentlichung: 2008               |

## Sonderveröffentlichungen
| Jahr | Titel | Künstler            |
| ---- | --- | ------------------- |
| 2007 | Dancing Lasha Tumbai (Basshunter Remix) | Verka Serduchka     |
| 2007 | Du hast den schönsten Arsch der Welt (Basshunter’s Bass My Ass Radio Mix) Du hast den schönsten Arsch der Welt (Basshunter’s Bass My Ass Remix) | Alex C. feat. Y-ass |
| 2007 | Ieva’s Polka (Ievan Polkka) (Basshunter Remix)                                                                                                  | Loituma             |
| 2007 | Calcutta 2008 (Basshunter Remix) | Dr. Bombay          |
| 2008 | When You Leave (Numa Numa) (Basshunter Radio Mix)                                                                                               | Alina               |
| 2009 | When You Leave (Numa Numa) (Basshunter Extended Edit)                                                                                           | Alina               |
| 2013 | Crash & Burn (Basshunter Remix) | Basshunter          |
| 2014 | Sex Love Rock n Roll (SLR) [Basshunter Remix] Sex Love Rock n Roll (SLR) [Basshunter Remix Extended Version] Superman                           | Arash feat. T-Pain  |

## Statistik

### Chartauswertung
|                     | DE    | AT    | CH    | UK    | SE    |
| ------------------- | ----- | ----- | ----- | ----- | ----- |
| Nummer-eins-Alben   | DE—DE | AT—AT | CH—CH | UK1UK | SE—SE |
| Top-10-Alben        | DE—DE | AT—AT | CH—CH | UK1UK | SE1SE |
| Alben in den Charts | DE—DE | AT2AT | CH2CH | UK2UK | SE2SE |

|                       | DE    | AT    | CH    | UK    | SE     |
| --------------------- | ----- | ----- | ----- | ----- | ------ |
| Nummer-eins-Singles   | DE—DE | AT—AT | CH—CH | UK1UK | SE1SE  |
| Top-10-Singles        | DE1DE | AT1AT | CH—CH | UK2UK | SE6SE  |
| Singles in den Charts | DE6DE | AT4AT | CH3CH | UK9UK | SE13SE |

### Auszeichnungen für Musikverkäufe
| Goldene Schallplatte - Dänemark - 2006: für die Single Vi sitter i Ventrilo och spelar DotA - 2021: für das Album Now You’re Gone – The Album - 2024: für die Single Now You’re Gone - 2024: für die Single All I Ever Wanted - Neuseeland - 2011: für die Single Saturday Platin-Schallplatte - Finnland - 2006: für das Album LOL <(^^,)> - Neuseeland - 2008: für die Single Now You’re Gone - 2015: für die Single All I Ever Wanted | 2× Platin-Schallplatte - Dänemark - 2018: für das Album LOL <(^^,)> - Neuseeland - 2021: für das Album Now You’re Gone – The Album 3× Platin-Schallplatte - Dänemark - 2006: für die Single Boten Anna |

Anmerkung: Auszeichnungen in Ländern aus den Charttabellen bzw. Chartboxen sind in ebendiesen zu finden.
| Land/RegionAuszeichnungen für Musikverkäufe (Land/Region, Auszeichnungen, Verkäufe, Quellen) | Silber  | Gold     | Platin       | Verkäufe    | Quellen                                                                    |
| -------------------------------------------------------------------------------------------- | ------- | -------- | ------------ | ----------- | -------------------------------------------------------------------------- |
| Dänemark (IFPI)                                                                              | —       | 4× Gold4 | 5× Platin5   | 205.000 a   | ifpi.dk                                                                    |
| Finnland (IFPI)                                                                              | —       | —        | Platin1      | 33.365      | ifpi.fi                                                                    |
| Neuseeland (RMNZ)                                                                            | —       | Gold1    | 4× Platin4   | 67.500      | radioscope.co.nz NZ2 NZ3 (Memento vom 31. August 2011 im Internet Archive) |
| Österreich (IFPI)                                                                            | —       | Gold1    | —            | 15.000      | ifpi.at                                                                    |
| Schweden (IFPI)                                                                              | —       | —        | Platin1      | 20.000      | sverigetopplistan.se                                                       |
| Vereinigtes Königreich (BPI)                                                                 | Silber1 | Gold1    | 3× Platin3   | 1.943.017 b | bpi.co.uk                                                                  |
| Insgesamt                                                                                    | Silber1 | 7× Gold7 | 14× Platin14 |             |                                                                            |